# Габровка
Габровка (бел. Га́браўка) — упразднённая деревня в Светиловичском сельсовете Ветковского района Гомельской области Белоруссии.

## География

### Расположение
В 39 км на север от Ветки, 60 км от Гомеля. На западе граничила с лесом.

### Гидрография
На востоке мелиоративный канал, соединенный с рекой Нёманка (приток реки Сож).

## Транспортная сеть
Рядом автодорога Залесье — Светиловичи. Планировка состоит из криволинейной, почти меридиональной улицы. Застроена двусторонне, деревянными домами усадебного типа.

## История
По письменным источникам известна с XIX века, в Столбунской волости Белицкого, с 1852 года Гомельского уезда Могилёвской губернии. Согласно инвентарю 1848 года деревня и фольварк. Согласно переписи 1897 года располагалась ветряная мельница. В 1909 году 300 десятин земли.
Некоторое время в 1920-х годах деревни Скачек и Габровка составляли один населённый пункт. С 8 декабря 1926 года по 4 августа 1927 года центр Скачек-Габровского сельсовета Светиловичского, с 4 августа 1927 года Ветковского районов Гомельского округа. В 1930-х годах жители вступили в колхоз. Во время Великой Отечественной войны на фронтах погибли 17 жителей.
В результате катастрофы на Чернобыльской АЭС деревня подверглась радиационному загрязнению. В 1996 году все жители (23 семьи) переселены в чистые места.
Официально упразднена в 2011 году.

## Население
- 1868 год — 11 дворов, 89 жителей.
- 1897 год — 24 двора, 152 жителя (согласно переписи).
- 1909 год — 40 дворов, 295 жителей.
- 1940 год — 24 двора.
- 1959 год — 80 жителей (согласно переписи).
- 1999 год — 7 хозяйств, 10 жителей.